# Willem van der Steen
Willem Frederik van der Steen (ur. 9 listopada 1905 w Amsterdamie, zm. 10 marca 1983 w Warnsveld) – holenderski lekkoatleta, długodystansowiec.
Podczas igrzysk olimpijskich w Amsterdamie (1928) zajął 57. miejsce w maratonie z czasem 3:19:53.